# Paris Plages
Cet article concerne Paris Plages. Pour le hameau Paris-Plage, voir Paris-Plage. Pour le journal Paris-Plage, voir Paris-Plage (journal).

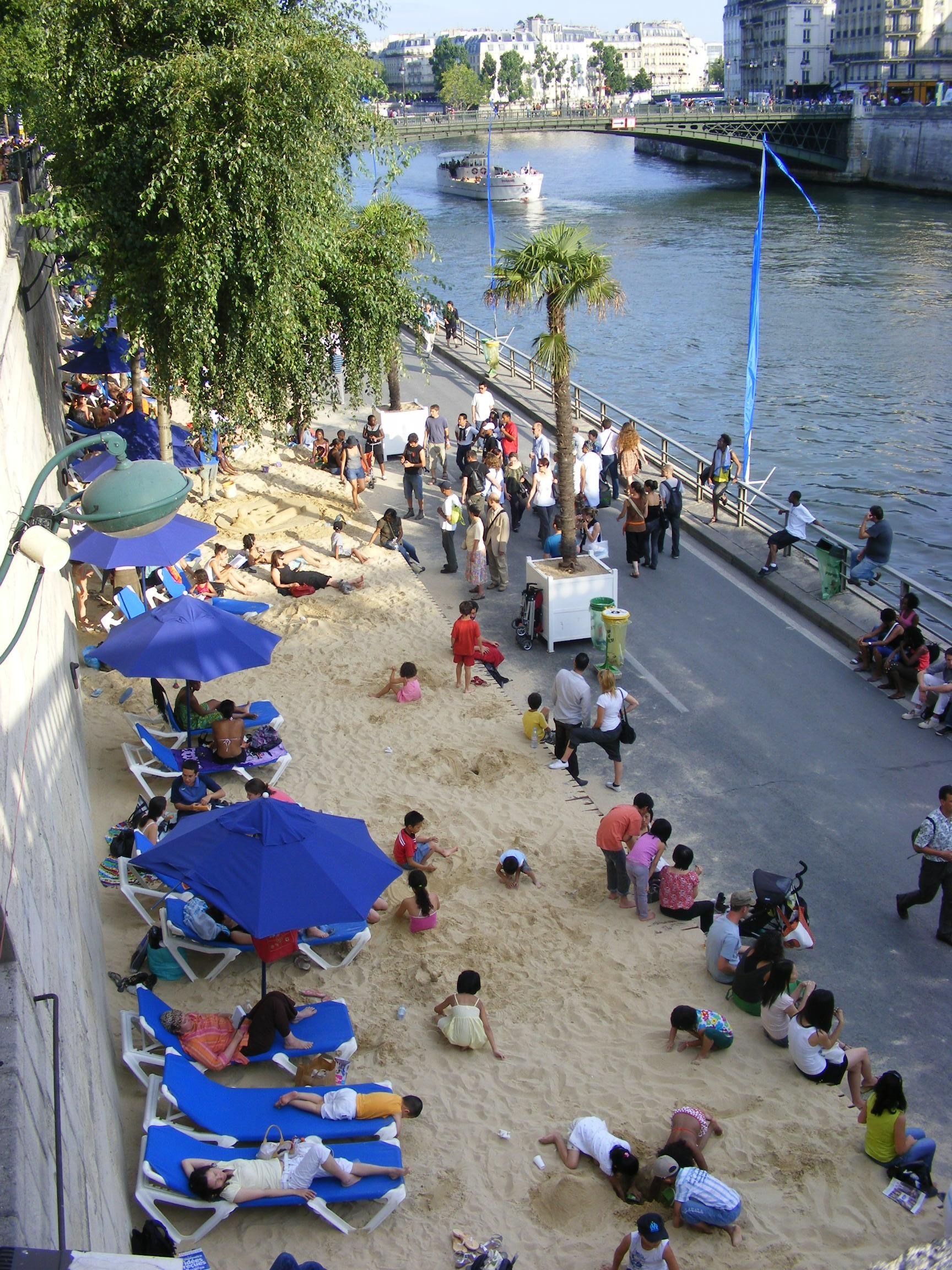
Paris Plages sur les quais de la Seine, en 2009.

Paris Plages est une opération estivale menée par la mairie de Paris depuis 2002. Chaque année, entre mi-juillet et début septembre, sur 3,5 km, la voie sur berge rive droite de la Seine et la place de l'Hôtel-de-Ville ainsi que des sites annexes — comme le bassin de la Villette depuis 2007 — accueillent des activités ludiques et sportives, des plages de sable et d'herbe, des palmiers. La circulation automobile est interrompue sur cette portion de la voie rapide Georges-Pompidou pendant la durée de l'opération, de son installation à son démontage.
La ville européenne pionnière de ce genre d'opération a été Saint-Quentin (Aisne) dès 1996. Les difficultés sociales d'une partie des 60 000 habitants ont incité la municipalité à transformer la place de l'Hôtel de ville en plage avec sable, jeux et bassins. L'opération se poursuit chaque année depuis lors. Cependant, depuis 2002 et l'exemple médiatisé de Paris, de nombreuses villes françaises et capitales étrangères ont repris cette idée, comme Bruxelles, Jérusalem ou Metz.
Entre 2002 et 2016, le groupe Lafarge mettait gratuitement à disposition de Paris Plages du sable « 100 % normand ».
Depuis le 17 juillet 2017, trois bassins sont accessibles le long du quai de la Villette, un de 40 cm de profondeur, un second de 1,20 m et le grand de 2,20 m, pouvant accueillir 300 personnes en même temps.

## Origine du nom
« Paris-Plage » est le nom proposé, en octobre 1874, par Hippolyte de Villemessant, directeur du Figaro comme nom de station balnéaire, à son ami Alphonse Daloz qui allait créer en 1882 une station dans le Pas-de-Calais.
Cette station s'appela donc « Paris-Plage » jusqu'au 28 mars 1912, où elle obtint officiellement le statut de commune sous le nom Le Touquet-Paris-Plage. Pour des raisons pratiques, cette station fut appelée couramment « Paris-Plage » jusqu'au milieu des années 1960, aujourd'hui encore ce nom est utilisé par les Nordistes et amoureux de cette station.
D'après une note interne datée du 26 juillet 2006 confirmée officiellement le 16 octobre 2006,, la ville de Paris — alors sous la mandature de Bertrand Delanoë — a assigné la commune du Touquet-Paris-Plage devant le tribunal de grande instance de Paris, l'accusant de porter atteinte « à la notoriété de la marque et de l'événement Paris Plages organisé par la ville ». Elle réclamait deux fois la somme de 100 000 € de dommages-intérêts en raison « du préjudice subi ». En 2008, la mairie de Paris négocie avec celle du Touquet et rebaptise sa manifestation « Paris-Plages ».

## Objectifs

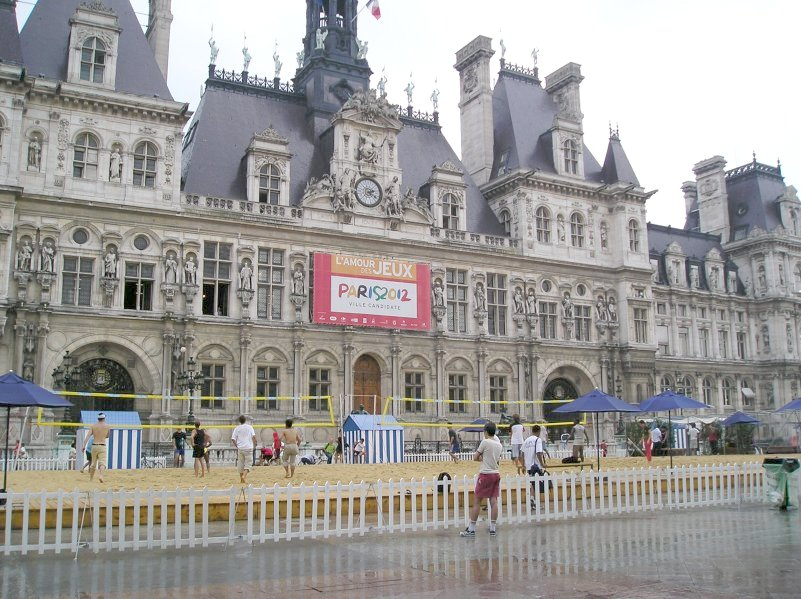
Place de l'Hôtel-de-Ville de Paris (avec des joueurs de beach-volley) pendant Paris Plages, en 2004.

À l'origine de l'opération Paris Plages se trouve la fermeture aux automobiles par le maire de Paris Jean Tiberi, tous les dimanches depuis l'été 1995, de la voie Georges-Pompidou. La majorité municipale socialiste et écologiste élue en 2001, avec à sa tête Bertrand Delanoë, décide d'étendre l'opération à l'été, avec plusieurs objectifs :
- l'objectif principal est de donner l'occasion aux habitants de la région ne partant pas en vacances de profiter d'activités qui sont habituellement pratiquées sur les plages littorales ;
- la période de moindre activité économique estivale permet de couper la circulation sur un axe très emprunté de la capitale.

### Les évolutions

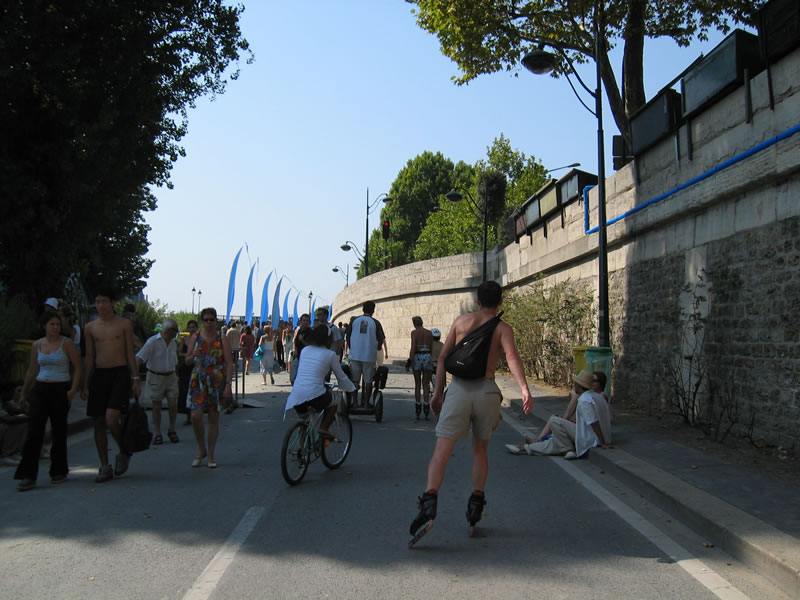
Des voies sur berges (2005).

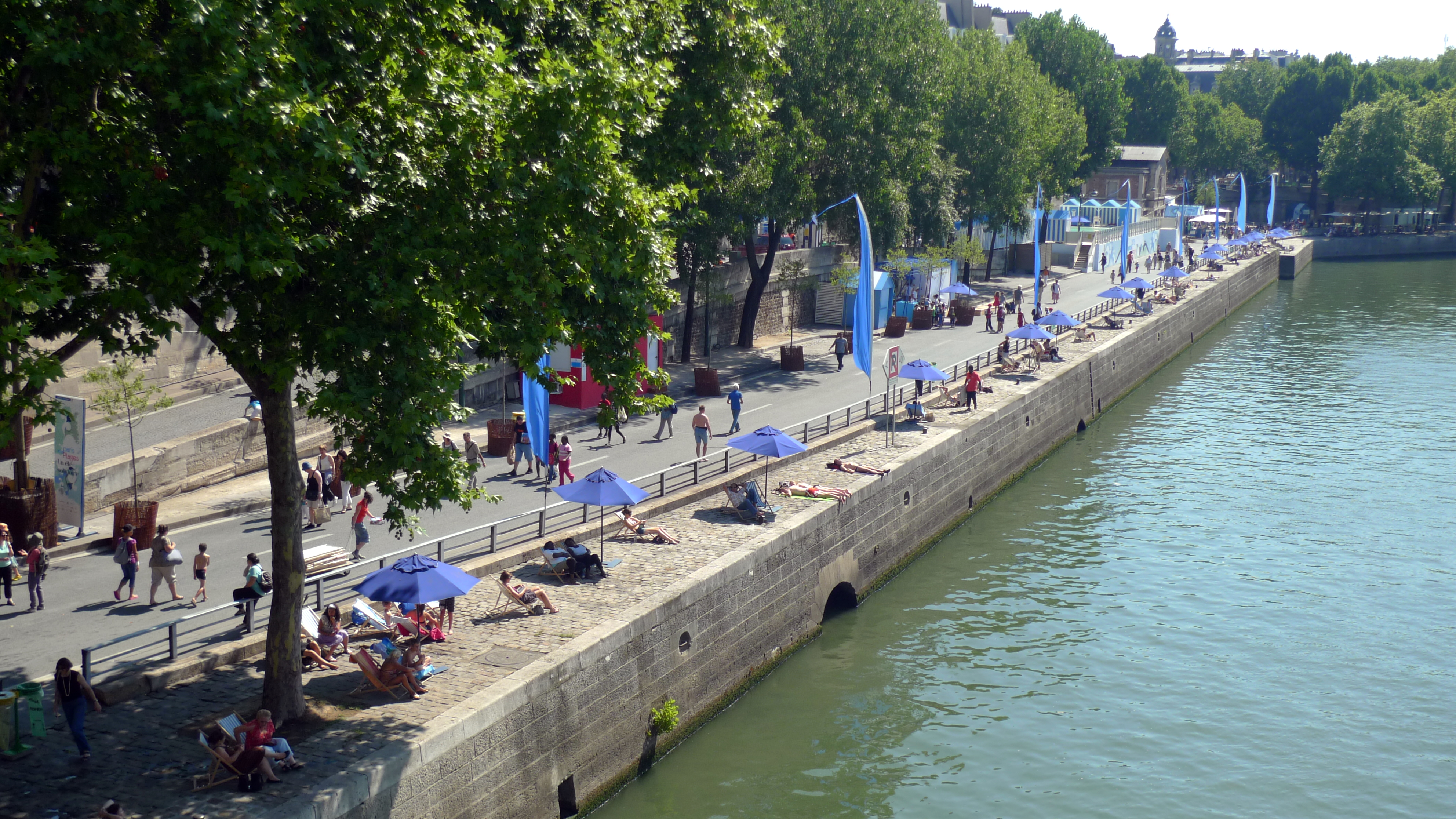
Les quais (2009).

#### Paris-Plage 2002
Paris-Plage fait son apparition pendant les grandes vacances. Scénographie par Jean-Christophe Choblet (également pour 2003 et 2004, puis 2007, 2008, 2009 et 2011)

#### Paris-Plage 2003
Pendant la canicule exceptionnelle du début d'août 2003, les brumisateurs de Paris-Plage eurent du succès auprès des visiteurs.

#### Paris-Plage 2004
Du 21 juillet au 20 août 2004, 
Nouveautés :
- un bassin flottant d'un mètre de profondeur a été installé sur la Seine (fleuve interdit à la baignade) à hauteur du métro Sully - Morland. Peu profond, il ne permettait pas la natation ;
- une bibliothèque de prêt au niveau du pont Marie ;
- meilleure visibilité des accès disponibles sur les réseaux de transports en commun de la RATP (Station Paris-Plage dans le métro parisien par exemple).

#### Paris-Plage 2005
Du 21 juillet au 21 août 2005. Scénographie par Nicolas Tourette
Nouveautés :
- l'année du Brésil en France sert de fil conducteur aux activités et espaces de Paris-Plage ;
- le matin initiation à l'aviron (sport).

#### Paris Plages 2006
Du 20 juillet au 20 août 2006. Scénographie sur le thème de la Polynésie française par Nicolas Tourette.
Nouveautés :
- ouverture de la rive gauche au niveau de la BNF ;
- ouverture d'une piscine flottante sur la Seine juste devant la BNF ;
- une navette permettant la circulation entre les deux rives de Paris Plages.

La municipalité publie par arrêté un Règlement intérieur Paris Plage 2006 interdisant et rendant passibles d'une amende de 38 euros les tenues indécentes (naturisme, string, monokini, etc.).

#### Paris Plages 2007
Du 20 juillet au 18 août 2007.
Nouveautés :
- nouveau site au Bassin de la Villette (19e arrondissement) ;
- attractions : activités nautiques, attractions pour les enfants (dont un sous-marin enfoui dans le sable). Cette nouvelle plage présente aussi une buvette, une guinguette et un glacier.

#### Paris Plages 2008
Du 21 juillet au 21 août 2008.
Nouveautés :
- extension des activités présentées sur le site du Bassin de la Villette (19e arrondissement). Attractions supplémentaires : mini golf, espace fitness (Body Boomers), initiation au segway, baby foot à 12 joueurs, escrime ;
- le 21 juillet (jour du lancement de Paris Plages), concert sur la place de l'Hôtel de ville et grand pique-nique sur 3 km le long de la voie Georges-Pompidou à partir de 19 h 00 ;

Logo de Paris Plages 2009.

- abandon du site du 13e arrondissement[9].

#### Paris Plages 2011
Du 21 juillet au 21 août 2011.
Nouveautés :
- une plage de sable fin d'un kilomètre, entre le Quai du Louvre et le Pont d'Arcole ;
- un dispositif d'animations familiales décliné sur les deux sites historiques — voie sur berge rive droite et bassin de la Villette. ;
- une sculpture de sable du château de Disneyland Paris inaugurée par Mickey le 23 juillet 2011 [10].

Malgré une météo maussade, cette édition a, selon la Ville de Paris, attiré plus de trois millions de visiteurs, soit une hausse de fréquentation de 5 % par rapport à l'édition 2010.

#### Paris Plages 2015
Du 20 juillet au 23 août 2015. Une animation dite Tel Aviv sur Seine est organisée le jeudi 13 août. Vivement controversée, elle se déroule sous protection policière, mais sans incident,,.

#### Paris Plages 2017
Du 8 juillet 2017 au 3 septembre 2017. Édition de Paris Plages sans sable à la suite des accusations portées contre le groupe français Lafarge de financement indirect du groupe État islamique en Syrie entre 2011 et 2014 et de la possible contribution de LafargeHolcim à la construction du mur à la frontière des États-Unis et du Mexique, pour des raisons déontologiques,. Lafarge mettait gratuitement à disposition de Paris-Plages, depuis 2002, du sable « 100% normand ».
En revanche, trois bassins seront accessibles à partir du 17 juillet le long du quai de la Villette, un de 40 cm de profondeur, un second de 1,20 m et le grand de 2,20 m, pouvant accueillir 300 personnes en même temps.

#### Paris Plages 2019
Du 6 juillet 2019 au 1er septembre 2019.
En plus des rives de la Seine et du bassin de la Villette, 3 bassins supplémentaires sont accessibles, à savoir au centre sportif Léo Lagrange dans le 12e, Élizabeth dans le 14e et Louis Lumière dans le 20e.

## Coût
Dès 2002, les conseillers UMP au conseil de Paris ont exprimé des réticences sur ce projet en raison du coût de l'opération. Serge Federbusch, ancien socialiste, conseiller (La Gauche moderne, alliée de l'UMP) du 10e arrondissement de Paris et auteur du site Delanopolis.fr, critique l'opération pour être une coûteuse opération de communication de la mairie.
En décembre 2015, la Chambre régionale des comptes d’Ile-de-France révèle que le coût réel est 4,8 millions € soit un montant trois fois supérieur à celui annoncé. Ainsi, « les évaluations financières diffusées à la presse et au conseil de Paris ne correspondent […] ni aux dépenses réalisées par les directions pour l’organisation de l’opération, ni au montant des partenariats obtenus »,,.

## Événements similaires
Villes qui accueillent des événements similaires :
- Brive-la-Gaillarde
- Bruxelles : Bruxelles-les-Bains
- Champigny-sur-Marne: Champigny Plage
- Charleville-Mézières : Plage Ducale [21]
- Jérusalem[22]
- Montréal
- Rouen : Rouen sur mer
- Saint-Quentin
- Toulouse : Toulouse plages[23].